# Naravno območje
Naravno območje je območje kjer je površina v naravnem stanju; kjer ima človek minimalen vpliv - to je tako imenovana divjina. V bogatejših, industrializiranih državah ima poseben zakonski okvir: kot zemljišče kjer je razvoj omejen z zakonom. Veliko narodov je razglasilo Naravna območja, vključno z Avstralijo, Kanado, Novo Zelandijo, Južno Afriko in ZDA.
WILD Foundation navaja, da imajo naravna območja dve dimenziji: morajo biti biološko nedotaknjena Arhivirano 2009-02-02 na Wayback Machine. in zakonsko zavarovana Arhivirano 2009-02-02 na Wayback Machine..  Svetovna zveza za varstvo narave (IUCN) kategorizira naravno območje v dveh nivojih, Ia (Strogi naravni rezervat/Strict Nature Preserves) in Ib (Naravno območje/Wilderness areas). 
Večina znanstvenikov in konzervatorjev se strinja, da ni noben košček Zemlje popolnoma nedotaknjen, ali zaradi pretekle poselitve domorodcev ali pa zaradi globalnih procesov kot so klimatske spremembe. Aktivnosti na obrobju naravnih območij, kot sta gašenje gozdnih požarov in motenje migracije živali, imajo lahko vpliv na notranjost divjine.

## Naravna območja v Sloveniji
V Sloveniji imamo kar nekaj zavarovanih območij, ki imajo IUCN kategorijo Ib, npr:
- Zelenci
- Dolina Triglavskih jezer
- Naravni rezervat Mali plac
- Naravni rezervat Strunjan
- Škocjanski zatok